# Miejska wyspa ciepła

Profil pionowy miejskiej wyspy ciepła

Napływ powietrza w sytuacjach ze słabą cyrkulacją ogólną

Miejska wyspa ciepła (MWC) – zjawisko meteorologiczne polegające na termicznym uprzywilejowaniu przestrzeni miejskiej względem otaczających ją obszarów niezabudowanych. Wynika ono głównie z istotnej zmiany środowiska obszarów miejskich, co wpływa na przekształcenie ich właściwości: radiacyjnych (jak np. zmiana struktury promieniowania krótko- i długofalowego), termicznych (np. zwiększenie pojemności cieplnej), aerodynamicznych (np. spadek średniej prędkości wiatru) czy wilgotnościowych (np. spadek wilgotności względnej). Najbardziej miarodajnym wskaźnikiem intensywności MWC jest różnica temperatury pomiędzy miastem a obszarami podmiejskimi. W dużych miastach amerykańskich i europejskich może ona dochodzić (w czasie maksymalnego natężenia, a więc w godzinach nocnych) nawet do ok. 10–15 °C.
Miejskie wyspy ciepła występują głównie w dużych miastach o niskim stopniu zadrzewienia i niewielkiej ilości wód powierzchniowych. Przykładem MWC jest tokijska wyspa ciepła. W Lublinie podejmowano próby ograniczenia tego zjawiska, m.in. przez analizę możliwości zwiększania nawodnienia gruntów i sugerowanie właściwych sposobów planowania budowy osiedli oraz budowę ogrodów pionowych (wertykalnych).